# Synagoge (Merxheim)
Die Synagoge in Merxheim wurde 1853 in der Judengasse (heutige Römerstraße) errichtet. 1870 wurde die Synagoge durch einen Brand vollständig zerstört und nicht mehr aufgebaut.

## Synagoge
Bereits vor 1850 war in Merxheim ein Betraum vorhanden. 1850 errichtete die jüdische Gemeinde, da der Betraum nicht mehr für die Zahl der Gemeindemitglieder ausreichend war, eine Synagoge in der Judengasse (heutige Römerstraße). 1870 kam es zu einem Brand in der Synagoge, der diese vollständig zerstörte. Da der Gemeinde die finanziellen Mittel fehlten, wurde die Synagoge nicht mehr neu aufgebaut. Ab diesem Zeitpunkt fanden die Gottesdienste wieder in einem Betraum in einem Privathaus statt.

## Jüdische Gemeinde Merxheim
Erstmals erwähnt werden Juden auf dem Gebiet von Merxheim bereits im 1301, die als Schutzjuden der Raugrafen diesen gegenüber abgabepflichtig waren. Im 14. Jahrhundert verließen die jüdischen Einwohner allerdings Merxheim wieder. In den folgenden Jahrhunderten kam es immer wieder zu Ansiedlungen von Juden in Merxheim, die aber entweder wieder abwanderten oder ausgewiesen wurden. Erst im 19. Jahrhundert konnte sich eine jüdische Gemeinde in Merxheim etablieren. Zu der jüdischen Gemeinde gehörten auch die jüdischen Einwohner von Simmern unter Dhaun, die aber über einen eigenen Betraum verfügten. Die Gemeinde verfügte über eine Mikwe und eine Religionsschule. Der Unterricht wurde abwechselnd in Merxheim und Meisenheim abgehalten. Die Verstorbenen wurden auf dem jüdischen Friedhof in Merxheim beigesetzt. Ab 1933, nach der Machtergreifung Adolf Hitlers, wurden die jüdischen Einwohner immer mehr entrechtet. Zudem kam es immer wieder zu antijüdischen Aktionen. Dies hatte zur Folge, dass weitere jüdische Einwohner Merxheim verließen. Die letzten beiden Einwohner jüdischen Glaubens verließen Merxheim nach den Novemberpogromen 1938.

### Entwicklung der jüdischen Einwohnerzahl
| Jahr | Juden | Jüdische Familien | Bemerkung |
| ---- | ----- | ----------------- | --------- |
| 1801 |       | 1                 |           |
| 1808 | 37    |                   |           |
| 1855 | 52    |                   |           |
| 1864 | 65    |                   |           |
| 1895 | 43    |                   |           |
| 1925 | 25    |                   |           |
| 1933 | 25    |                   |           |
| 1938 | 2     |                   |           |

Quelle: alemannia-judaica.de; jüdische-gemeinden.de
Das Gedenkbuch – Opfer der Verfolgung der Juden unter der nationalsozialistischen Gewaltherrschaft 1933–1945 und die Zentrale Datenbank der Namen der Holocaustopfer von Yad Vashem führen 17 Mitglieder der jüdischen Gemeinschaft Merxheim (die dort geboren wurden oder zeitweise lebten) auf, die während der Zeit des Nationalsozialismus ermordet wurden.